# 487 Венеція
487 Венеція (487 Venetia) — астероїд головного поясу, відкритий 9 липня 1902 року Луіджі Карнерою у Гейдельберзі.